# Херберт Харриган, Микия
Микия «Кики» Херберт Харриган (англ. Mikiah "Kiki" Herbert Harrigan; род. 21 августа 1998, Айленд-Харбор, Ангилья) — британская профессиональная баскетболистка, выступающая в женской национальной баскетбольной ассоциации за клуб «Финикс Меркури». Была выбрана на драфте ВНБА 2020 года в первом раунде под шестым номером командой «Миннесота Линкс». Играет на позиции лёгкого форварда. Помимо того защищает цвета израильского клуба «Маккаби Рамат-Ган».

## Ранние годы
Кики родилась 21 августа 1998 года в районе Айленд-Харбор, одном из 14 дистриктов Ангильи, дочь Мишель Херберт Харриган, у неё есть младшая сестра, Микайя, училась она в городе Пемброк-Пайнс (штат Флорида) в средней школе имени Чарльза У. Флэнагана, в которой выступала за местную баскетбольную команду.